# Atanazy II (patriarcha Jerozolimy)
Atanazy II – prawosławny patriarcha Jerozolimy w latach 1224–1236.